# Lacanobia
Lacanobia är ett släkte av fjärilar som beskrevs av Gustaf Johan Billberg 1820. Lacanobia ingår i familjen nattflyn.

## Dottertaxa tillLacanobia, i alfabetisk ordning[1][2]
- Lacanobia aliena Hübner, 1808/9
- Lacanobia amurensis (Staudinger, 1901), Umbralundfly (Synonym med Lacanobia aliena)[1]
- Lacanobia atlantica Grote, 1874
- Lacanobia behouneki, Hreblay & Plante, 1995
- Lacanobia contigua (Denis & Schiffermüller, 1775), Brokigt lundfly
  - Lacanobia contigua griseomontana Hartig, 1970
  - Lacanobia contigua olivaceula Bryk, 1948
  - Lacanobia contigua spuleri Wnukowsky, 1929
- Lacanobia nevadae Grote, 1876
- Lacanobia oleracea Linnaeus, 1858, Grönsaksfly
- Lacanobia radix, Walker, 1856
- Lacanobia splendens Hübner, 1808/1827, Besksötelundfly
- Lacanobia suasa (Denis & Schiffermüller, 1775), Mångformigt lundfly (Synonym med Mamestra suasa)[1]
- Lacanobia subjuncta Grote & Robinson, 1868
- Lacanobia thalassina Hufnagel, 1766, Brunt lundfly
  - Lacanobia thalassina contrastata Bryk, 1942
- Lacanobia w-latinum Hufnagel, 1766, Blåbärslundfly
  - Lacanobia w-latinum caerulescens Schwingenschuss, 1962
  - Lacanobia w-latinum diniensis Heinrich, 1938
  - Lacanobia w-latinum divitis Bryk, 1942

## Bildgalleri

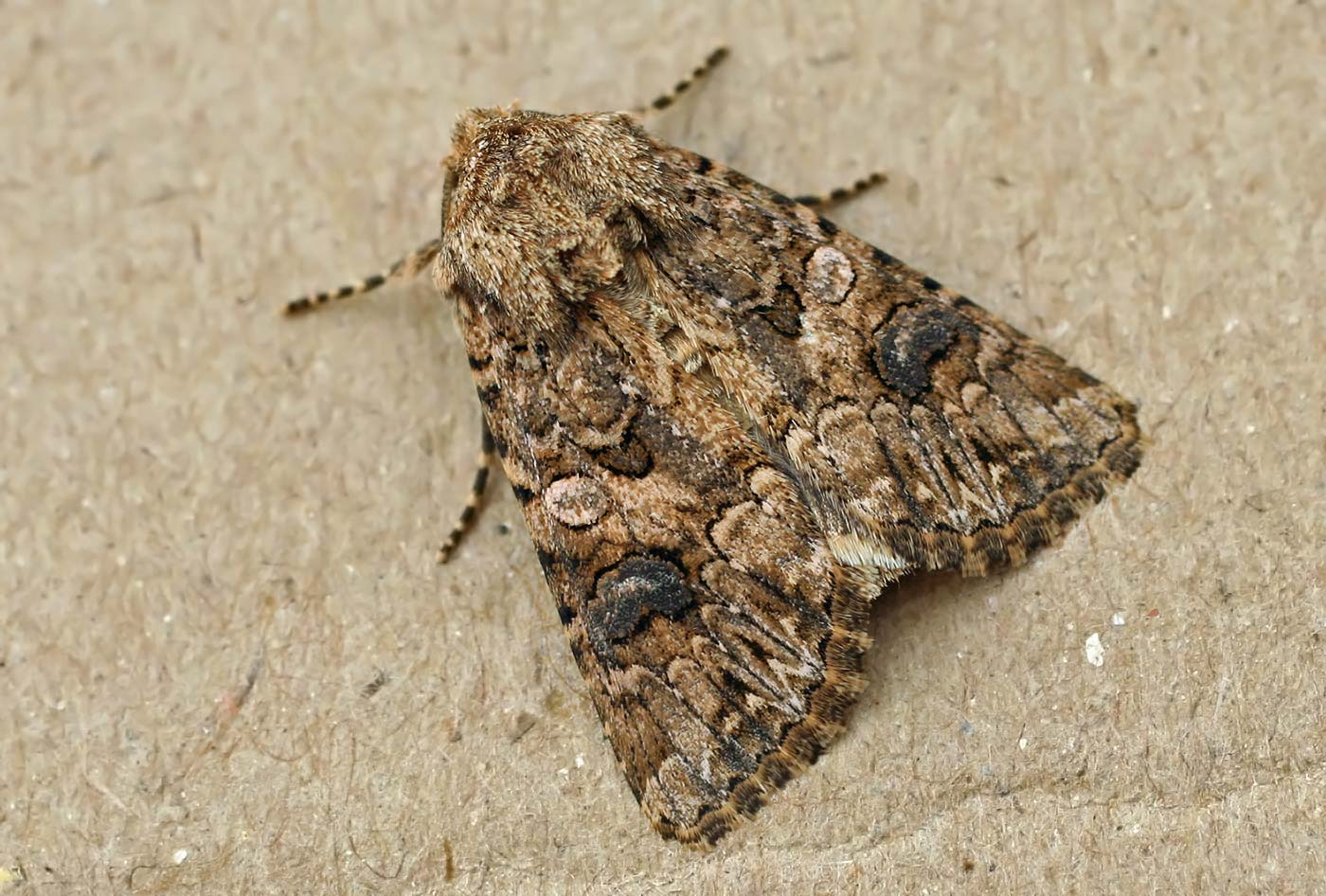
Brokigt lundfly, Lacanobia contigua
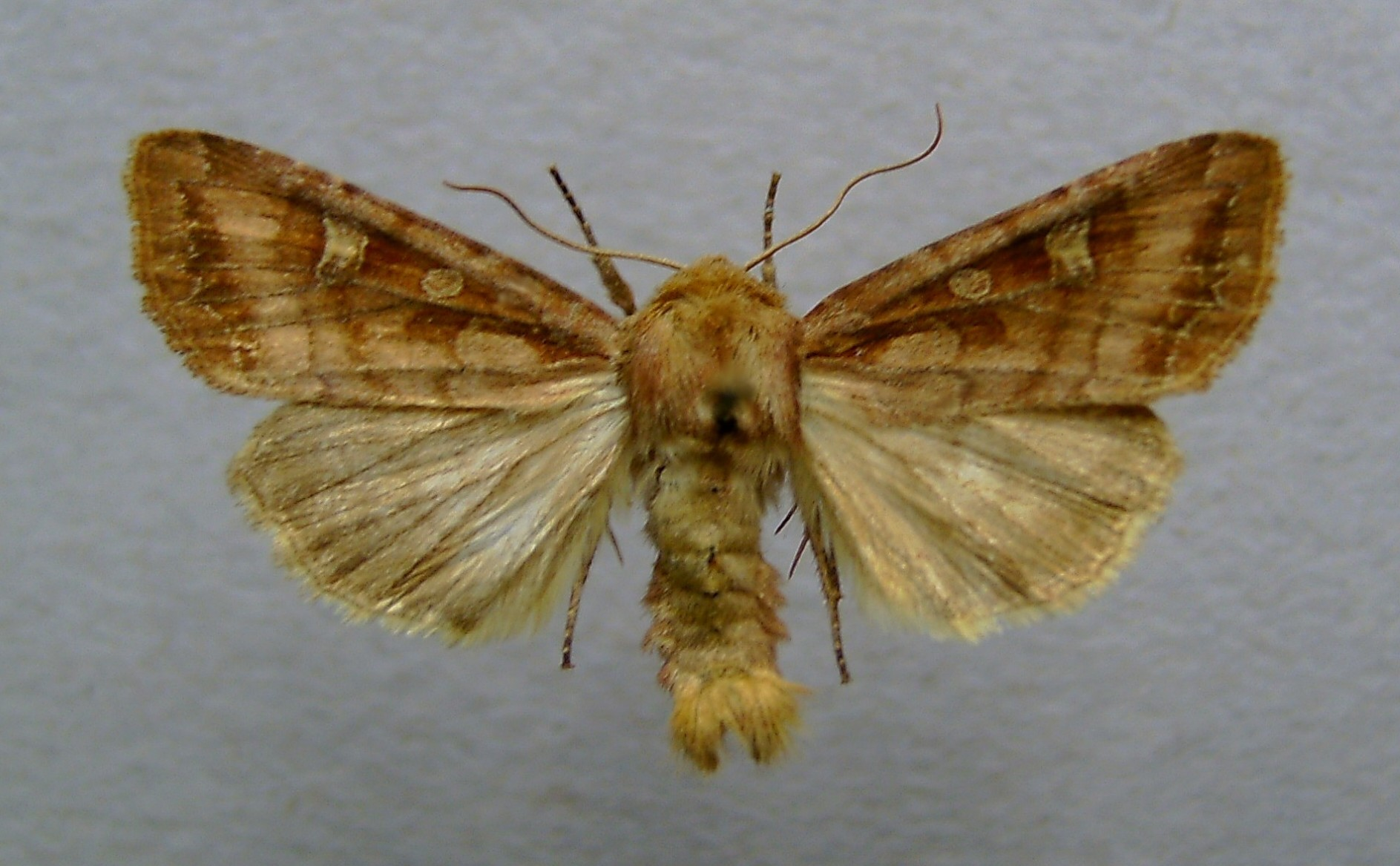
Besksötelundfly, Lacanobia splendens
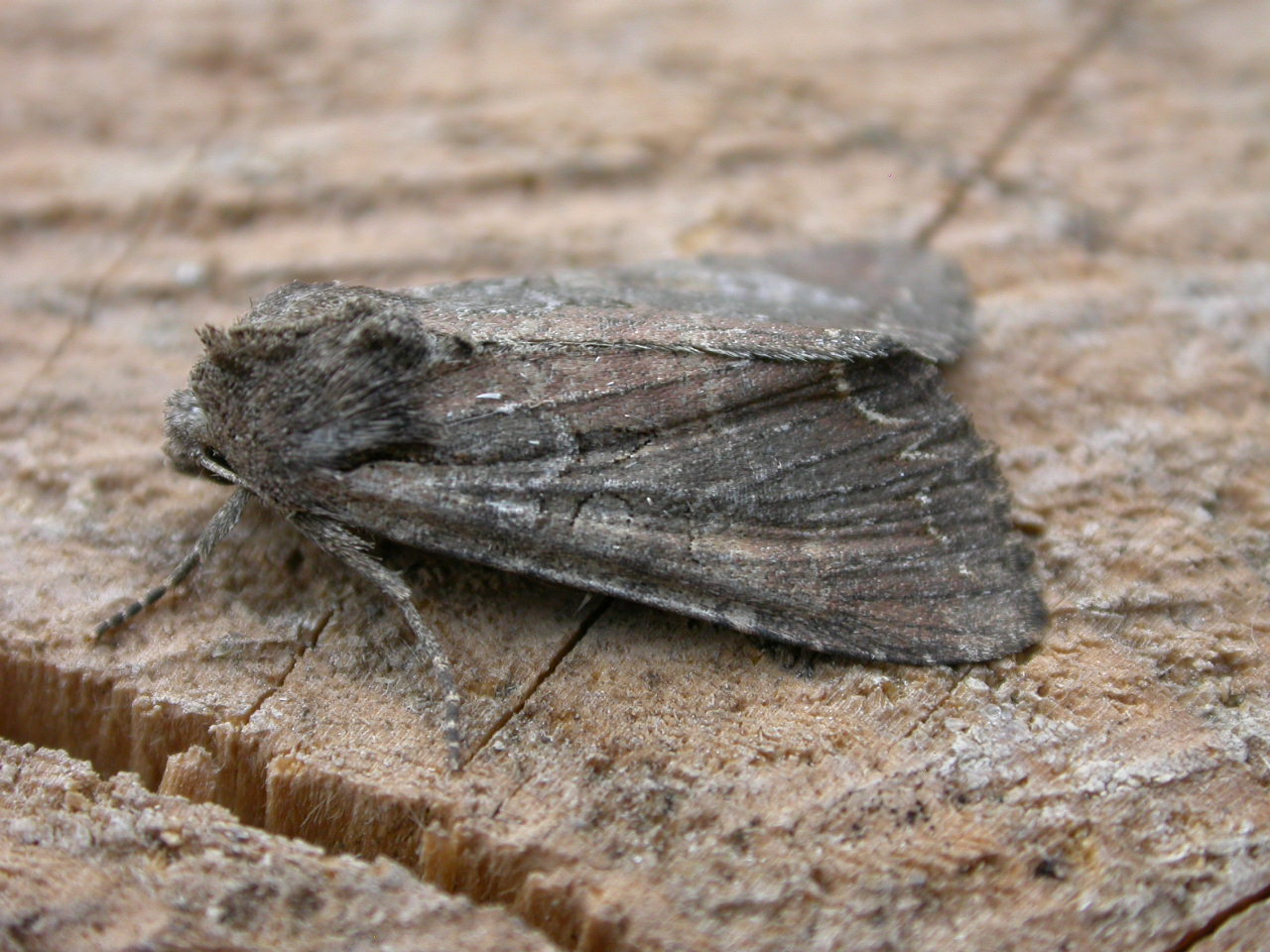
Mångformigt lundfly, Lacanobia suasa
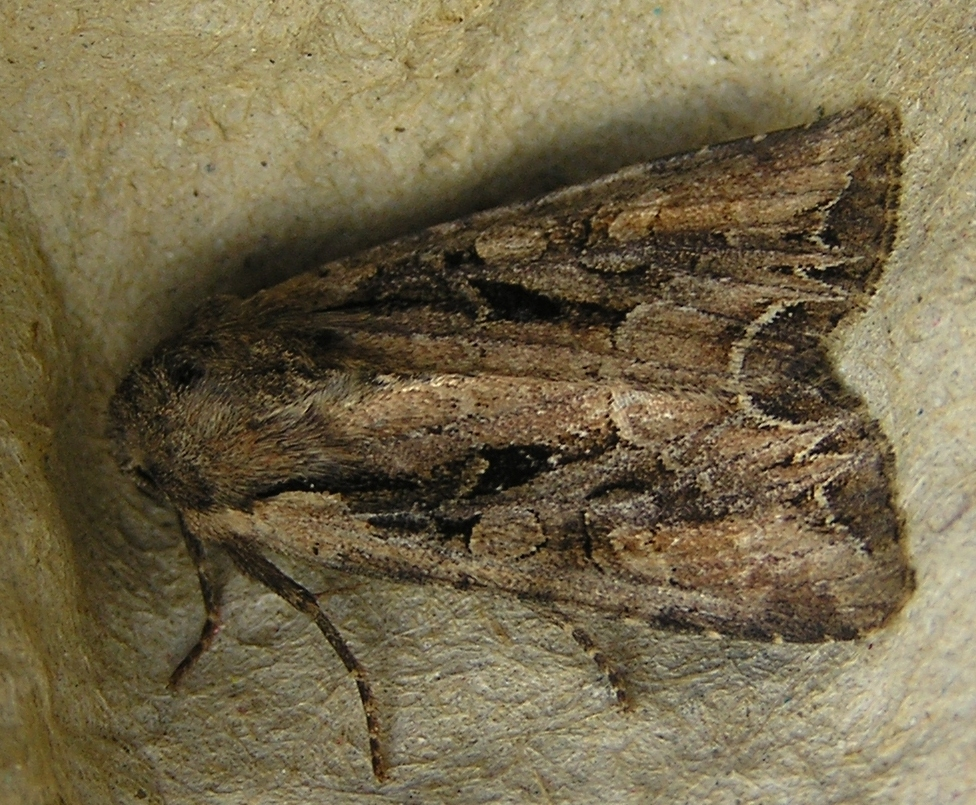
Brunt lundfly, Lacanobia thalassina
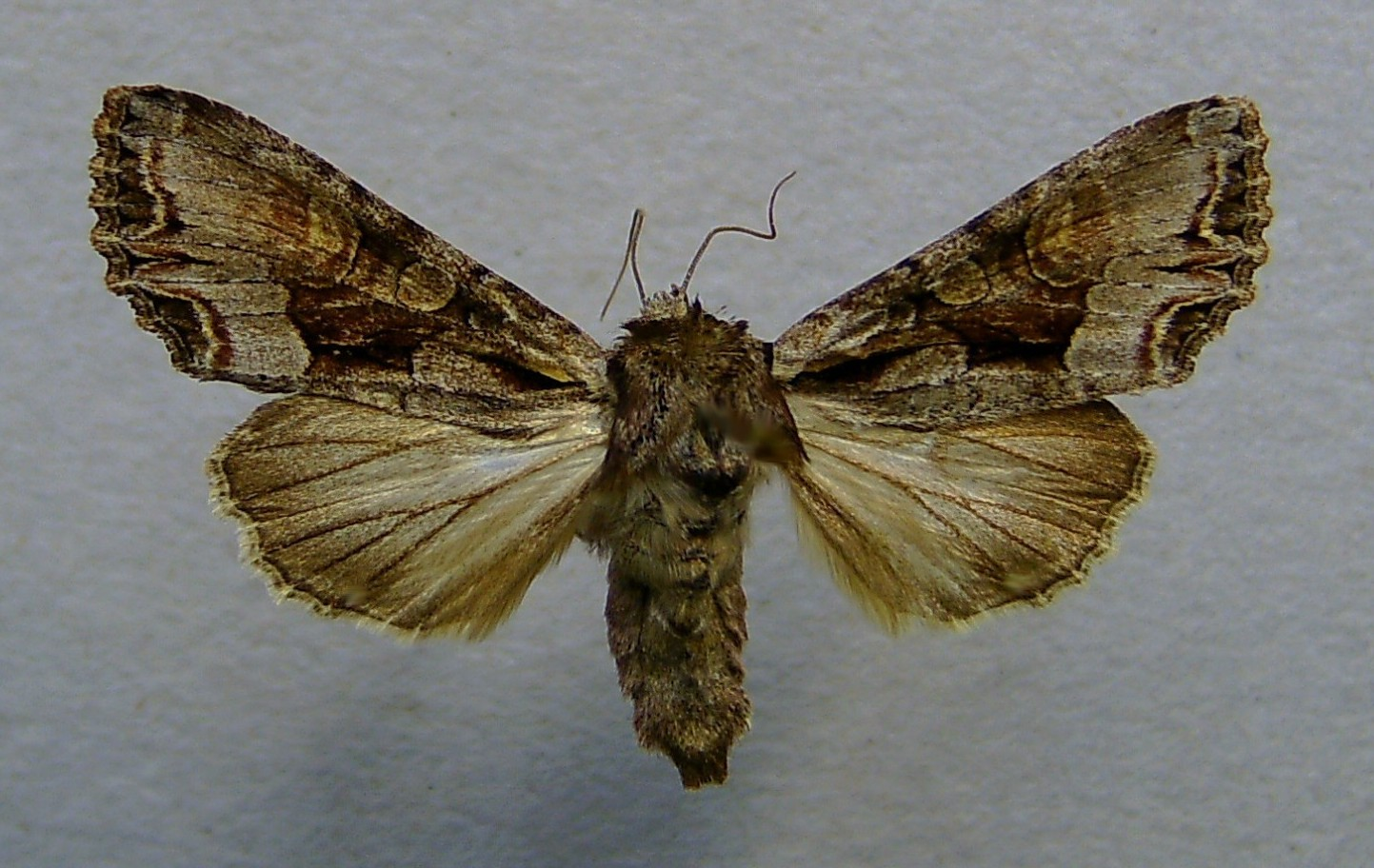
Blåbärslundfly, Lacanobia w-latinum